# 6308 Ebisuzaki
6308 Ebisuzaki este un asteroid din centura principală de asteroizi.

## Descriere
6308 Ebisuzaki este un asteroid din centura principală de asteroizi. A fost descoperit pe 17 ianuarie 1990 la Yatsugatake de Yoshio Kushida și Osamu Muramatsu. Asteroidul prezintă o orbită caracterizată de o semiaxă mare de 3,16 ua, o excentricitate de 0,17 și o înclinație de 2,7° în raport cu ecliptica.